# Вальдбеккельгайм
Вальдбеккельгайм (нім. Waldböckelheim) — громада в Німеччині, розташована в землі Рейнланд-Пфальц. Входить до складу району Бад-Кройцнах. Складова частина об'єднання громад Рюдесгайм.
Площа — 18,58 км2. Населення становить 2168 ос. (станом на 31 грудня 2020).